# Yumaklıcerit, Pazarcık
Yumaklıcerit là một thị trấn thuộc huyện Pazarcık, tỉnh Kahramanmaraş, Thổ Nhĩ Kỳ. Dân số thời điểm năm 2010 là 2.34 người.